# Саксонська складчастість
Саксонська складчастість (рос. складчатость саксонская, англ. saxon folding; нім. sächsische Faltung f) – своєрідна складчастість гірських порід, що розвивається в чохлі платформ, часто на їхніх окраїнах. 
Штілле (1924) виділив 2 різновиди С. с.: 
- 1) чергування широких пологих антикліналей з вузькими синкліналями (сундучна, складчастість);
- 2) чергування вузьких гребенеподібних антикліналей із широкими плоскими синкліналями (гребенеподібна складчастість).

Розміри складок досягають десятків км у довжину й декількох км у поперечнику. Розвиток паралельних скидів, що розділяють складки, приводить до перетворення антикліналей у горсти, а мульд — у грабени, які часто обмежені з одного боку нормальними скидами, що йдуть у глибину, а з іншого – скидами, що падають назустріч першим і змикаються з ними на глибині (антитетичні скиди). Найбільше широко розвинені й добре вивчені саксонські складки в ФРН. Близький термін — складчастість проміжна.

## Давні складчастості
| - Архейська складчастість - Гудзонська складчастість - Альпійська складчастість - Герцинська складчастість - Мезозойська складчастість - Байкальська складчастість - Тихоокеанська складчастість - Саксонська складчастість - Ієншаньська складчастість | - Каледонська складчастість - Невадійська складчастість - Галицька складчастість - Карельська складчастість - Кадомська складчастість - Готська складчастість - Дальсландська складчастість - Ірумідська складчастість | - Андська складчастість - Гренвільська складчастість - Ларамійська складчастість - Колимська складчастість - Кімерійська складчастість - Варисційська складчастість - Складчастість лаврентіївська - Кібарська складчастість |